# Härjanurme (Puurmani)
Härjanurme – wieś w Estonii, w prowincji Jõgeva, w gminie Puurmani.